# Caecilia de suffragiis
Caecilia de suffragiis va ser una llei romana proposada pel tribú de la plebs Cecili, quan eren cònsols Quint Cecili Metel Baleàric i Tit Quint Flaminí l'any 630 de la fundació de Roma (123 aC), que establia que els vots en els judicis de perduellio (alta traïció) es fessin com en altres afers, per mitjà de paperetes anomenades tabelli; aquests judicis havien quedat exclosos d'aquest sistema per la llei Cassia de suffragiis o Cassia tabellaria.